# Cleora tongaica
Cleora tongaica är en fjärilsart som beskrevs av Butler 1886. Cleora tongaica ingår i släktet Cleora och familjen mätare. Inga underarter finns listade i Catalogue of Life.